# Aimé Maillart

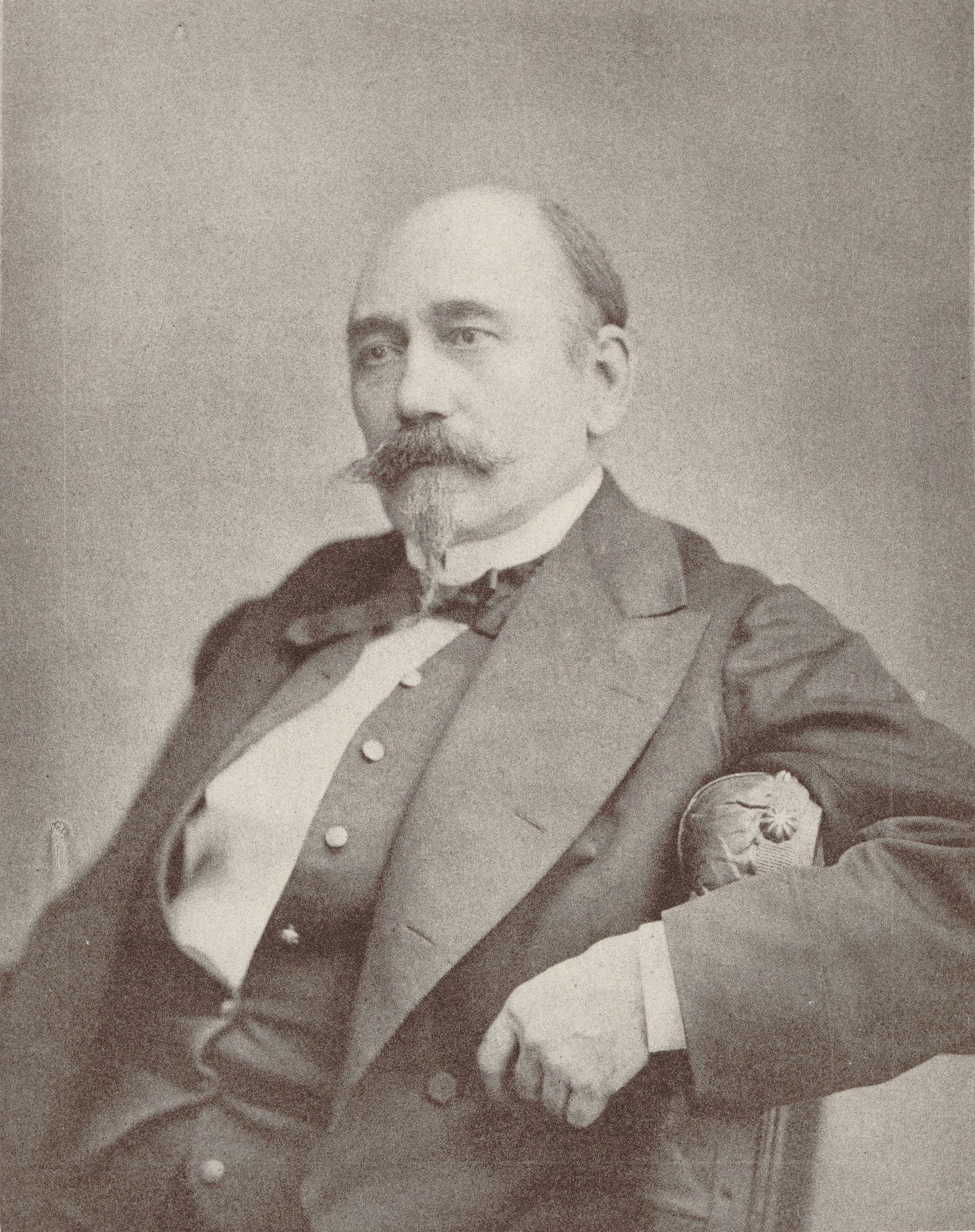
Louis-Aimé Maillart

Louis-Aimé Maillart (* 24. März 1817 in Montpellier; † 26. Mai 1871 in Moulins (Allier)) war ein französischer Komponist.

## Leben
Maillart studierte ab 1833 am Pariser Konservatorium bei Simon Leborne, Fromental Halévy, Antoine Elwart, Antonín Reicha und dem Geiger Paul Guérin (1799–1872) und gewann 1841 mit der Kantate Lionel Foscari den Premier Grand Prix de Rome.
Sein Erfolg als Komponist begann mit der Uraufführung der dreiaktigen Oper Gastibelza ou Le fou de Tolède 1847 an der Pariser Oper. Es folgten Uraufführungen weiterer Opern an der Opéra-Comique. Les dragons de Villars stand lange Jahre auf den Spielplänen französischer Musiktheater. Maillarts Opern wurden auch in Belgien, Spanien, England und Polen mit Erfolg aufgeführt.
1860 wurde er zum Chevalier der Ehrenlegion ernannt. Aufgrund der Belagerung von Paris in den Jahren 1870 und 1871 verließ Maillart die Stadt und verstarb 1871 im Städtchen Moulins in der Auvergne.

## Werke
- Gastibelza ou Le fou de Tolède, UA 1847
- Le moulin des tilleuls, UA 1849
- Le pêcheurs de Catane, 1850
- La croix de Marie, UA 1852
- Les dragons de Villars, UA 1856 (deutsch: Das Glöckchen des Eremiten)
- Lara, UA 1864